# Blohm & Voss BV Ae 607
De BV Ae 607 was een project voor een jachtvliegtuig dat werd ontworpen door de Duitse vliegtuigbouwer Blohm und Voss.

## Ontwikkeling
Het ontwerp was voor een vliegende vleugel maar was alleen opgestart als studieproject. Door dit feit werd het ontwerp ook niet in de lijst van Blohm und Voss projecten opgenomen. De motor was een Heinkel He S 011 straalmotor. Het gebruik van deze motor maakte het noodzakelijk om de cockpit uit het midden van de rompbovenkant te plaatsen. De motor bevond zich in de vleugelwortel aan bakboordzijde. De luchtinlaat was in de rompneus geplaatst en liep door de gehele romp naar de straalmotor die in het achterste deel was geplaatst. Aan stuurboordzijde waren naast de luchtinlaat twee brandstoftanks naast elkaar in de romp geplaatst.
Door de plaats van de cockpit was het zicht erg slecht, zeker voor een jachtvliegtuig. Er waren twee kleine hulpvleugels aan de rompneus geplaatst. Deze wezen iets naar beneden en hadden een pijlstand naar voren. De vleugels hadden een pijlstand van 65 graden, de vleugeltippen hadden echter een pijlstand van 55 graden en wezen naar beneden. Op de rompachterkant was een klein richtingsroer geplaatst. Er was een staartwiel landingsgestel toegepast. Doordat de wielen ver naar achteren waren geplaatst ontstond er een steile hoek als het toestel op de grond stond. Hierdoor zou het zicht tijdens de start en landing ontoereikend zijn. Het landingsgestel werd buitenwaarts in de vleugels opgetrokken en het staartwiel was van dubbele wielen voorzien.
De bewapening zou uit drie 30 mm MK108 kanonnen hebben bestaan.